# Paul Kellner
Paul Kellner (Alemania, 6 de junio de 1890-Berlín, 3 de abril de 1972) fue un nadador alemán especializado en pruebas de estilo espalda, donde consiguió ser medallista de bronce olímpico en 1912 en los 100 metros.

## Carrera deportiva
En los Juegos Olímpicos de Estocolmo 1912 ganó la medalla de bronce en los 100 metros estilo espalda con un tiempo de 1:24.0 segundos, tras el estadounidense Harry Hebner (oro con 1:21.2 segundos) y su compatriota el también alemán Otto Fahr.